# Campionato mondiale di hockey su ghiaccio femminile Under-18 2010
Il 3º Campionato mondiale di hockey su ghiaccio femminile U-18 è stato assegnato dall'International Ice Hockey Federation agli Stati Uniti d'America, che lo hanno ospitato a Chicago nel periodo tra il 27 marzo e il 3 aprile 2010. Tutte le partite si sono disputate a Chicago in due diverse piste, la Bob Allen Arena e la Walter Bush Arena. Nella finale il Canada si è aggiudicato per la prima volta il titolo sconfiggendo le campionesse uscenti degli Stati Uniti con il punteggio di 5-4 all'overtime. Al terzo posto è giunta la Svezia, che ha avuto la meglio sulla Germania per 7-3. Per la prima volta dall'esordio dell'URSS nel 1954 in una competizione organizzata dalla IIHF la rappresentativa dalla Russia è stata retrocessa.

## Campionato di gruppo A

### Partecipanti
Al torneo prendono parte 8 squadre:
| 5 dall'Europa     | Finlandia | Germania    |
| 5 dall'Europa     | Rep. Ceca | Russia      |
| 5 dall'Europa     | Svezia    |             |
| 2 dal Nordamerica | Canada    | Stati Uniti |
| 1 dall'Asia       | Giappone  |             |

### Gironi preliminari
Le otto squadre partecipanti sono state divise in due gironi da 4 cinque squadre ciascuno: le compagini che si classificano al primo posto nel rispettivo girone si qualificano direttamente alle semifinali. La seconda e la terza classifica di ciascun raggruppamento disputano invece i quarti di finale. L'ultima classificata di ogni raggruppamento infine disputa uno spareggio al meglio delle tre gare in cui la perdente viene retrocessa in Prima Divisione.

#### Girone A
| Chicago 27 marzo 2010, ore 15:00 UTC-5 | Rep. Ceca | 1 – 5 (1-0; 0-2; 0-3) referto | Finlandia | Bob Allen Arena (152 spett.) |

| Chicago 27 marzo 2010, ore 19:30 UTC-5 | Stati Uniti | 11 – 1 (2-0; 5-0; 4-1) referto | Giappone | Walter Bush Arena (312 spett.) |

| Chicago 28 marzo 2010, ore 18:30 UTC-5 | Rep. Ceca | 5 – 3 (4-2; 0-1; 1-0) referto | Giappone | Bob Allen Arena |

| Chicago 28 marzo 2010, ore 19:30 UTC-5 | Finlandia | 0 – 5 (0-0; 0-3; 0-2) referto | Stati Uniti | Walter Bush Arena |

| Chicago 30 marzo 2010, ore 18:30 UTC-5 | Giappone | 3 – 1 (2-0; 0-1; 1-0) referto | Finlandia | Bob Allen Arena (48 spett.) |

| Chicago 30 marzo 2010, ore 19:30 UTC-5 | Stati Uniti | 15 – 0 (5-0; 6-0; 4-0) referto | Rep. Ceca | Walter Bush Arena (364 spett.) |

| Pos. |             | PG | V | VOT | POT | P | GF | GS | DR  | Pt | Accede a         |
| 1.   | Stati Uniti | 3  | 3 | 0   | 0   | 0 | 31 | 1  | +30 | 9  | Semifinali       |
| 2.   | Finlandia   | 3  | 1 | 0   | 0   | 2 | 6  | 9  | -3  | 3  | Quarti di finale |
| 3.   | Giappone    | 3  | 1 | 0   | 0   | 2 | 7  | 17 | -10 | 3  | Quarti di finale |
| 4.   | Rep. Ceca   | 3  | 1 | 0   | 0   | 2 | 6  | 23 | -17 | 3  | Spareggio        |

#### Girone B
| Chicago 27 marzo 2010, ore 16:00 UTC-5 | Canada | 6 – 3 (3-1; 1-1; 2-1) referto | Russia | Walter Bush Arena (170 spett.) |

| Chicago 27 marzo 2010, ore 18:30 UTC-5 | Svezia | 5 – 4 (3-2; 2-1; 0-1) referto | Germania | Bob Allen Arena (100 spett.) |

| Chicago 28 marzo 2010, ore 15:00 UTC-5 | Svezia | 4 – 1 (1-0; 2-0; 1-1) referto | Russia | Bob Allen Arena (105 spett.) |

| Chicago 28 marzo 2010, ore 16:00 UTC-5 | Germania | 0 – 15 (0-5; 0-4; 0-6) referto | Canada | Walter Bush Arena (127 spett.) |

| Chicago 30 marzo 2010, ore 15:00 UTC-5 | Russia | 1 – 3 (0-1; 0-1; 1-1) referto | Germania | Bob Allen Arena (63 spett.) |

| Chicago 30 marzo 2010, ore 16:00 UTC-5 | Canada | 8 – 0 (3-0; 4-0; 1-0) referto | Svezia | Walter Bush Arena (115 spett.) |

| Pos. |          | PG | V | VOT | POT | P | GF | GS | DR  | Pt | Accede a         |
| 1.   | Canada   | 3  | 3 | 0   | 0   | 0 | 29 | 3  | +26 | 9  | Semifinali       |
| 2.   | Svezia   | 3  | 2 | 0   | 0   | 1 | 9  | 13 | -4  | 6  | Quarti di finale |
| 3.   | Germania | 3  | 1 | 0   | 0   | 2 | 7  | 21 | -14 | 3  | Quarti di finale |
| 4.   | Russia   | 3  | 0 | 0   | 0   | 3 | 5  | 13 | -8  | 0  | Spareggio        |

### Spareggio per non retrocedere
Le ultime due classificate di ogni raggruppamento si sfidano al meglio delle tre gare. La perdente dello spareggio viene retrocessa in Prima Divisione. A causa dei due successi della Repubblica Ceca la Gara-3 non si è disputata.
| Chicago 31 marzo 2010, ore 18:30 UTC-5 | Rep. Ceca | 5 – 0 (1-0; 0-0; 4-0) referto | Russia | Walter Bush Arena (69 spett.) |

| Chicago 2 aprile 2010, ore 15:00 UTC-5 | Russia | 1 – 3 (0-1; 0-1; 1-1) referto | Rep. Ceca | Bob Allen Arena (68 spett.) |

### Fase ad eliminazione diretta
|  | Quarti di finale | Quarti di finale | Quarti di finale |  |  | Semifinali | Semifinali  | Semifinali |  |  | Finali          | Finali          | Finali          |
|  |                  |                  |                  |  |  |            |             |            |  |  |                 |                 |                 |
|  |                  |                  |                  |  |  | B1         | Canada      | 10         |  |  |                 |                 |                 |
|  | A2               | Finlandia        | 1                |  |  | B3         | Germania    | 5          |  |  |                 |                 |                 |
|  | B3               | Germania         | 2                |  |  |            |             |            |  |  | B1              | Canada          | 4               |
|  |                  |                  |                  |  |  |            |             |            |  |  | A1              | Stati Uniti     | 5               |
|  |                  |                  |                  |  |  | A1         | Stati Uniti | 5          |  |  |                 |                 |                 |
|  | B2               | Svezia           | 2                |  |  | B2         | Svezia      | 0          |  |  | Finale 3° posto | Finale 3° posto | Finale 3° posto |
|  | A3               | Giappone         | 1                |  |  |            |             |            |  |  | B2              | Svezia          | 7               |
|  |                  |                  |                  |  |  |            |             |            |  |  | B3              | Germania        | 3               |

#### Quarti di finale
| Chicago 31 marzo 2010, ore 16:00 UTC-5 | Svezia | 2 – 1 (0-0; 2-0; 0-1) referto | Giappone | Walter Bush Arena (95 spett.) |

| Chicago 31 marzo 2010, ore 19:30 UTC-5 | Finlandia | 1 – 2 (d.t.s.) (0-0; 1-0; 0-1) referto | Germania | Walter Bush Arena (54 spett.) |

#### Semifinali
| Chicago 2 aprile 2010, ore 16:00 UTC-5 | Canada | 10 – 0 (2-0; 1-0; 7-0) referto | Germania | Walter Bush Arena (220 spett.) |

| Chicago 2 aprile 2010, ore 19:30 UTC-5 | Stati Uniti | 5 – 0 (2-0; 2-0; 1-0) referto | Svezia | Walter Bush Arena (438 spett.) |

#### Finale per il 5º posto
| Chicago 22 aprile 2010, ore 18:30 UTC-5 | Finlandia | 4 – 1 (1-0; 1-0; 2-1) referto | Giappone | Bob Allen Arena (43 spett.) |

#### Finale per il 3º posto
| Chicago 3 aprile 2010, ore 15:00 UTC-5 | Svezia | 7 – 3 (4-1; 3-0; 0-1) referto | Germania | Walter Bush Arena (120 spett.) |

#### Finale
| Chicago 3 aprile 2010, ore 19:30 UTC-5 | Stati Uniti | 4 – 5 (d.t.s.) (3-1; 1-2; 0-1) referto | Canada | Walter Bush Arena (1.127 spett.) |

### Classifica marcatrici
| Giocatrice          | PG | G  | A  | Pt | +/- | MP |
| ------------------- | -- | -- | -- | -- | --- | -- |
| Jessica Campbell    | 5  | 7  | 8  | 15 | +12 | 4  |
| Brigette Lacquette  | 5  | 2  | 11 | 13 | +15 | 6  |
| Kendall Coyne       | 5  | 10 | 2  | 12 | +10 | 2  |
| Jillian Saulnier    | 5  | 4  | 6  | 10 | +9  | 2  |
| Alexandra Carpenter | 5  | 8  | 1  | 9  | +7  | 0  |
| Haley Skarupa       | 5  | 3  | 6  | 9  | +9  | 0  |
| Erin Ambrose        | 5  | 0  | 9  | 9  | +14 | 0  |
| Brittany Ammerman   | 5  | 5  | 3  | 8  | +6  | 4  |
| Melodie Daoust      | 5  | 4  | 4  | 8  | +7  | 4  |
| Christine Bestland  | 5  | 3  | 5  | 8  | +9  | 8  |

### Classifica portieri
| Giocatrice         | Min    | TC  | GS | SO | MGS  | Sv%   |
| ------------------ | ------ | --- | -- | -- | ---- | ----- |
| Carmen MacDonald   | 213:02 | 76  | 4  | 2  | 1.13 | 94.74 |
| Shizuka Takahashi  | 236:38 | 150 | 10 | 0  | 2.54 | 93.33 |
| Alex Rigsby        | 183:10 | 74  | 5  | 2  | 1.64 | 93.24 |
| Susanna Airaksinen | 180:00 | 59  | 5  | 0  | 1.67 | 91.53 |
| Isabella Portnoj   | 126:21 | 81  | 7  | 0  | 3.32 | 91.36 |

### Classifica finale
| Pos | Squadra     |
| --- | ----------- |
| 1   | Canada      |
| 2   | Stati Uniti |
| 3   | Svezia      |
| 4   | Germania    |
| 5   | Finlandia   |
| 6   | Giappone    |
| 7   | Rep. Ceca   |
| 8   | Russia      |

| Promossa nel Gruppo A:         | Svizzera |
| Retrocessa in Prima divisione: | Russia   |

#### Riconoscimenti
Riconoscimenti individuali
| Premio                   | Giocatrice         |
| ------------------------ | ------------------ |
| Miglior giocatrice (MVP) | Jessica Campbell   |
| Miglior portiere         | Alex Rigsby        |
| Miglior difensore        | Brigette Lacquette |
| Miglior attaccante       | Kendall Coyne      |

## Prima Divisione
Il Campionato di Prima Divisione si è svolto in un unico girone all'italiana a Piešťany, in Slovacchia, fra il 3 e il 9 aprile 2010.
| Pos. |            | PG | V | VOT | POT | P | GF | GS | DR  | Pt |
| 1.   | Svizzera   | 5  | 5 | 0   | 0   | 0 | 44 | 5  | +39 | 15 |
| 2.   | Francia    | 5  | 4 | 0   | 0   | 1 | 16 | 15 | +1  | 12 |
| 3.   | Slovacchia | 5  | 3 | 0   | 0   | 2 | 17 | 9  | +8  | 9  |
| 4.   | Austria    | 5  | 2 | 0   | 0   | 3 | 16 | 14 | +2  | 6  |
| 5.   | Norvegia   | 5  | 1 | 0   | 0   | 4 | 14 | 27 | -13 | 3  |
| 6.   | Kazakistan | 5  | 0 | 0   | 0   | 5 | 9  | 46 | -37 | 0  |

| Promossa nel Gruppo A:   | Svizzera |
| Retrocessa dal Gruppo A: | Russia   |